# Сиро Эмия
Эмия Сиро (яп. 衛宮士郎) — центральный мужской персонаж визуального романа Fate/stay night компании Type-Moon, а также всех многочисленных адаптаций этой игры. В роли второстепенного персонажа также появляется в визуальном романе Fate/hollow ataraxia, манге Fate/kaleid liner Prisma Illya, ранобэ Fate/Zero, а также играх Fate/tiger colosseum, Fate/unlimited codes и Fate/Grand Order.

## Место героя в сюжетеFate/stay night
За десять лет до начала событий Fate/stay night Сиро был обычным мальчиком, который жил с родителями в Синто. Его родители погибли из-за большого пожара, вызванного уничтожением Сэйбер Святого Грааля по приказу своего мастера — Эмии Кирицугу. Он едва и сам не погиб, но его нашел Эмия Кирицугу. Разочарованный последствиями войны и, желая искупить свои грехи, Кирицугу спас жизнь мальчика, вложив в его тело Авалон. Позже он спросил выздоровевшего Сиро, хотел бы тот стать его приемным сыном, раскрыв при этом то, что он маг. Сиро согласился и провел следующие два года, настойчиво прося Кирицугу научить его магическому ремеслу. Кирицугу согласился, и, хотя он не одобрял желание приемного сына, посоветовал применять магию в тайне, чтобы не вызвать подозрений и использовать ее только на пользу людям. Магические знания, которые он передал Сиро, были самыми базовыми и неполными, из-за чего использовать магию для Сиро стало опасно, с сомнительным результатом в итоге. Кроме этого, Кирицугу передал Сиро свое желание стать Защитником Справедливости.

## История создания

### Концепция и внешность

Эскиз Такаси Такэути с изображением Аяки Садзё — прототипа Эмии Сиро.

В исходной версии романа Fate/stay night, написанной одним из основателей компании Type-Moon Киноко Насу во время учёбы в средней школе, место центральной фигуры произведения отводилось девушке в очках Аяке Садзё (яп. 沙条綾香 Садзё: Аяка), которая сражалась в Войне Святого Грааля вместе со своим слугой класса Сэйбер — мужским воплощением короля Артура. По первоначальному тексту Аяка обладала большим количеством комплексов из-за неспособности использовать стандартную магию, а сюжет произведения был построен на налаживании взаимодействия с Сэйбером, которому приходилось подстраиваться под своего мастера. Однако после решения в 2001 году о создании на базе этого сценария компьютерной игры жанра эроге иллюстратор и глава Type-Moon Такаси Такэути настоял на смене пола между мастером и слугой, дабы соответствовать запросам мужской целевой аудитории. Таким образом, в то время перед Насу вновь встал вопрос проработки центрального персонажа будущего произведения.
Со стороны Такэути было высказано пожелание, чтобы главный герой будущей игры был бы «упрямым человеком», и кроме того иллюстратор хотел развить тему противостояния главного героя с собственными идеалами, которая планировалась к введению ещё в предыдущую работу Type-Moon Tsukihime, но так и не была там реализована. Позже Такэути дополнил свой запрос к сценаристу, что желательно было бы передать всю эту концепцию в форме персонажа, одержимого идеей защиты справедливости. В стремлении соответствовать пожеланиям иллюстратора Насу приступил к проработке конфликтов основных и побочных сюжетных арок на основе своей школьной рукописи. Внимание сценариста привлекло существование восьмого слуги — Гильгамеша, относившегося на тот момент к специальному классу Кипер (Keeper с англ. — «Хранитель») и служившего ключом к Граалю. Насу решил попытаться сбить игроков с толку, заставив их провести параллели между Кипером и протагонистом игры, что, на взгляд автора, дало бы повод для сомнений не является ли этот слуга воплощением духа главного героя. Дабы подчеркнуть это мнимое сходство, Насу решил дать главному герою фамилию Эмия (яп. 衛宮), содержавшую кандзи «мамору» (яп. 衛, «защищать, хранить»). В дальнейшем Насу понял, что контраст между характерами Гильгамеша и главным героем был слишком разительным, и отказался от идеи класса Кипер, однако имя героя как Эмии Сиро было сохранено без изменений. В ходе этой проработки сценарист решил развить идею защиты справедливости как бремени тяжёлого прошлого главного героя, воспринимавшего свою текущую жизнь как мессианство во имя пережитого. По окончании работы над визуальным романом Насу охарактеризовал Сиро, как незаинтересованного в войне безрадостного героя, отказывающего себе в личном счастье во имя спасения как можно большего числа людей.
Визуальным образом героя занимался сам Такэути, и принципиальный дизайн этого персонажа был разработчиком сохранён с момента появления первых эскизов. Для подчёркивания характера героя, напоминавшего иллюстратору «типичного героя сёнэн-манги», Такэути решил изобразить его «рыжеволосым с прямым упрямым взглядом». Однако первый вариант глаз Сиро показался иллюстратору излишне ортодоксальным и в них были добавлены дополнительные круги, что по задумке должно было подчеркнуть отсутствие здравого смысла у героя. И Насу, и Такэути отмечали сложность проработки диалогов и мимики протагониста, поскольку из-за своего специфического характера он считался ограниченным в эмоциях, что особенно проявлялось в форме бровей Сиро. По словам авторов, они испытывали серьёзные проблемы с передачей оттенков чувств героя, который с получившимся выражением лица «мог либо упрямо смотреть, либо кричать». В итоге, Такэути на момент создания визуального романа предпочёл преимущественно следовать избранной им ранее концепции бисёдзё-игр, гласившей о том, что в эроге «должно быть мало изображений главного героя и у него нет лица». Костюму героя авторы сознательно решили не придавать какого-либо значения. Такэути хотел, тем самым, сделать героя похожим на нормального юношу без лишней индивидуальности, а Насу стремился сосредоточить внимание игроков на характере персонажа и облегчить им возможность спроецировать себя на место Сиро.
Более точная работа над эмоциями и иллюстрациями Сиро была проведена иллюстратором только к 2007 году во время подготовки к выпуску портированной версии игры на платформу PlayStation 2 — Fate/stay night Réalta Nua. Однако и после этой работы Такэути отмечал, что создание внешности Сиро было одной из самых трудных его работ как художника, а наиболее удачным был признан рисунок, изображающий главного героя в школьной форме.

## Популярность и восприятие критикой
Джефф Харрис из IGN сказал, что «растущие отношения между Сиро и Сэйбер в Fate/stay night — интересная сюжетная линия».

### Комментарии
1. ↑  Эмия Широ в переводе Fate/Zero от «СВ-Дубль».